# Torneo Inframundo II Femenino de Roller Derby 2023 (Colombia)
El Torneo Inframundo II fue la segunda edición de esta competencia, del deporte urbano Roller Derby. Comenzó a disputarse el 6 de octubre y finalizó el 9 de octubre, en la ciudad de Bogotá en el Colegio Corazonista.

## Fase de grupos

### Grupo A
| Equipo                 | PJ | PG | PP | PF    | PC    | Dif    |
| ---------------------- | -- | -- | -- | ----- | ----- | ------ |
| Bogotá Bone Breakers   | 5  | 5  | 0  | 1,560 | 150   | 1,410  |
| Capital Rats           | 5  | 4  | 1  | 1,257 | 480   | 777    |
| Tacones Bandidos       | 5  | 3  | 2  | 1,081 | 578   | 503    |
| Rock And Roller Queens | 4  | 1  | 3  | 357   | 922   | -565   |
| Monterrey              | 5  | 1  | 4  | 295   | 1,489 | -1,194 |
| Panties Dinamita       | 4  | 0  | 4  | 290   | 1,220 | -930   |

## Día 1[2][3]
| 6 de octubre de 2023 | Capital Rats | 381 - 50 | Panties Dinamita | Pista Rats, |  |

| 6 de octubre de 2023 | Bogotá Bone Breakers | 427 - 2 | Monterrey | Pista Rats, |  |

| 6 de octubre de 2023 | Rock´n Roller Queens | 65 - 230 | Tacones Bandidos | Pista Kings, |  |

| 6 de octubre de 2023 | Capital Rats | 442 - 16 | Monterrey | Pista Kings, |  |

| 6 de octubre de 2023 | Rock´n Roller Queens | 9 - 395 | Bogotá Bone Breakers | Pista Rats, |  |

| 6 de octubre de 2023 | Panties Dinamita | 84 - 373 | Tacones Bandidos | Pista Rats, |  |

## Día 2[4][5]
| 7 de octubre de 2023 | Capital Rats | 216 - 84 | Rock´n Roller Queens | Pista Rats, |  |

| 7 de octubre de 2023 | Bogotá Bone Breakers | 237 - 47 | Tacones Bandidos | Pista Rats, |  |

| 7 de octubre de 2023 | Panties Dinamita | 116 - 170 | Monterrey | Pista Kings, |  |

| 7 de octubre de 2023 | Capital Rats | 166 - 126 | Tacones Bandidos | Pista Kings, |  |

| 7 de octubre de 2023 | Rock´n Roller Queens | 199 - 81 | Monterrey | Pista Kings, |  |

| 7 de octubre de 2023 | Bogotá Bone Breakers | 296 - 40 | Panties Dinamita | Pista Kings, |  |

## Día 3[6][7]
| 8 de octubre de 2023 | Monterrey | 26 - 305 | Tacones Bandidos | Pista Rats, |  |

| 8 de octubre de 2023 | Capital Rats | 52 - 204 | Bogotá Bone Breakers | Pista Rats, |  |

## Día 4 -WFTDA
| 9 de octubre de 2023 | Capital Rats | 242 - 77 | Tacones Bandidos | Pista Rats, |  |

| 9 de octubre de 2023 | Rock And Roller Queens | 111 - 208 | Tacones Bandidos | Pista Rats, |  |